# Bully, Rhône
Bully este o comună în departamentul Rhône din sud-estul Franței. În 2009 avea o populație de 2.062 de locuitori.

## Evoluția populației
| An        | 1975  | 1982  | 1990  | 1999  | 2006  | 2009  |
| --------- | ----- | ----- | ----- | ----- | ----- | ----- |
| Populație | 1.095 | 1.224 | 1.464 | 1.739 | 1.973 | 2.062 |